# Giovanni Leone
Giovanni Leone (Nápoles, 3 de noviembre de 1908-Roma, 9 de noviembre de 2001) fue un político y procesalista italiano perteneciente a la democracia cristiana. Fue presidente del Consejo de Ministros de Italia desde el 21 de junio de 1963 hasta 5 de noviembre de 1963 y volvió a ocupar la jefatura del gobierno italiano desde el 24 de junio hasta el 19 de noviembre de 1968. Desde 1971 a 1978 fue el sexto titular de la presidencia de la República italiana.

## Carrera universitaria y comienzo en política
Hijo de Mauro y María Gioffredi, ambos de Pomigliano d'Arco. Su padre era un importante abogado del foro de Nápoles y había participado en la fundación del Partido Popular en Campania. Giovanni siguió los pasos paternos y en 1929 a los 21 años terminó de estudiar Jurisprudencia, y un año más tarde también se recibió en ciencias políticas. Fue alumno de Enrico De Nicola y en 1933 obtiene el profesorado de Derecho y Proceso Penal. Se inscribió en la Federación Universitaria Católica Italiana de la cual fue presidente en Nápoles entre 1931-1932. Ejerció como profesor interino en la universidad de Camerino en 1935 ganó el concurso de profesor titular. A patir de ahí dio clases en Mesina entre 1935-1940, en Bari entre 1940-1948, y en Nápoles entre 1948-1956. Durante su período en Bari tuvo entre sus colaboradores a Aldo Moro. Concluyó su carrera de profesor en Roma donde desde 1956 hasta 1972 tuvo una cátedra de derecho procesal penal en la Universidad de La Sapienza.
En 1943 participó de la Segunda Guerra Mundial llegando al grado de teniente coronel. En 1944 se inscribió en la Democracia Cristiana y continuó con su carrera de abogado penalista.
En 1946 fue elegido para formar parte de la asamblea que redactó el texto preliminar de la Constitución de la República Italiana, donde sus mayores contribuciones fueron en materia de libertades personales y acciones penales. Dos años más tarde fue elegido para integrar la Cámara de Diputados, donde fue reelecto en todas las elecciones siguientes. Dejó la cámara el 26 de junio de 1967 cuando fue nombrado senatore a vita por el presidente de la República Giuseppe Saragat

## Escándalos públicos
Se vio enredado en una controversia cuando, visitando Nápoles durante un brote de cólera, mientras saludaba con una de sus manos a algunos pacientes, en su espalda realizaba un gesto obsceno levantando sus dedos índice y meñique de la otra mano. Este episodio, recogido y documentado por periodistas y fotógrafos que acompañaban a Giovanni Leone, fue considerado muy ofensivo para los pacientes cuando trascendió a la opinión pública.
A raíz de un conocido escándalo de corrupción relacionado con los aviones Lockheed en el que se vio envuelto, Giovanni Leone tuvo que dimitir como jefe de gobierno en 1968. En diciembre de 1971 fue elegido sexto presidente de la República italiana. En junio de 1978, a raíz de una campaña que el acusaba de percibir pequeños sobornos, tuvo que dimitir antes de que expirase su mandato.

## Sus últimos años
Pocas semanas antes de morir y por decreto del Presidente del Consejo de Ministros Leone fue declarado Presidente Emérito de la República que le corresponde a todos los expresidentes italianos en vida.